# جنبش نورالدین زنکی
جنبش نورالدین زنکی (به عربی:حرکة نور الدین الزنکی) یک گروه مخالف حکومت سوریه است نورالدین الزنکی یک گروه مستقل می‌باشد که در جنگ داخلی سوریه شرکت می‌کند. این
گروه بخشی از شورای فرماندهی انقلاب سوریه است و موشک ضد تانک را دریافت کرده‌است. یکی از مهمترین جناح‌های شهر حلب است.
این جنبش در اواخر سال ۲۰۱۱ توسط شیخ توفیق شهاب الدین در روستای شیخ سلیمان، شمال غرب حلب تشکیل شد. این گروه در حال حاضر بخشی از جبهه تحریر سوریه است.
در ژوئیه ۲۰۱۶ یک ویدیو در اینترنت منتشر شد که اعضای جنبش نورالدین زنکی یک کودک را در حلب سر می‌برند. این حادثه واکنش‌های زیادی در پی داشته اما بعدا سخنگوی جنبش نورالدین زنکی اعلام کرد پنج نظامی که در این ویدئو دیده می‌شوند بازداشت و به دادگاه نظامی سپرده شدند تا بنا به مقررات با آنها برخورد شود. سخنگوی این گروه همچنین تأکید کرده رفتار این افراد به هیچ وجه نمایانگر اصول و مرام این جنبش نیست.